# 19. siječnja
19. siječnja (19. 1.) 19. je dan godine po gregorijanskom kalendaru.
Do kraja godine ima još 346 dana (347 u prijestupnoj godini).

## Događaji
- 1853. – U Rimu je premijerno izvedena Verdijeva opera Trubadur.
- 1942. – Drugi svjetski rat: Invazija japanskih snaga na Burmu.
- 1942. – Osnovan X. korpus "Zagrebački" NOV i POJ.
- 1966. – Indira Gandhi izabrana je za premijerku Indije.
- 1969. – Preminuo je student Jan Palach, tri dana nakon što se spalio u Pragu iz protesta protiv sovjetske intervencije tijekom Praškog proljeća 1968.
- 1989. – Crni siječanj u Azerbajdžanu: pokolj civila pod palicom Crvene armije.
- 1992. – Velikosrbi su poduzeli pješački napad na Perušić.

| - 1544. – Franjo II., kralj Francuske († 1560.) - 1736. – James Watt, škotski izumitelj, izrađivač prvog uporabljivig parnog stroja († 1819.) - 1798. – Auguste Comte, francuski matematičar i filozof († 1857.) - 1807. – Robert Edward Lee, američki vojskovođa († 1870.) - 1809. – Edgar Allan Poe, američki književnik, otac kriminalističkog romana (Umorstva u Ulici Morgue) i autor mnogih mračnih poema (Gavran) († 1849.) - 1831. – Paul Cézanne, francuski slikar († 1906.) - 1868. – Gustav Meyrink, književnik - 1875. – Hiram Bingham, američki arheoloh, otkrivač Machu Picchua († 1956.) - 1876. – Milan Begović, hrvatski književnik († 1948.) - 1920. – Javier Pérez de Cuéllar, peruanski političar, premijer i glavni tajnik UN-a († 2020.) - 1922. – Dragica Martinis, hrvatska sopranistica († 2010.) - 1930. – Tippi Hedren, američka glumica - 1938. – Marko Culej, hrvatski biskup († 2006.) - 1939. – Dinko Vranković, hrvatski likovni umjetnik i pedagog († 1996.) - 1943. – Janis Joplin, američka pjevačica († 1970.) - 1944. – Josip Mrzljak, hrvatski biskup - 1945. – Dragan Holcer, hrvatski nogometaš - 1946. – Dolly Parton, američka country pjevačica - 1947. – Rod Evans, bivši engleski pjevač - 1954. – Katey Sagal, američka glumica - 1960. – Žarko Laušević, crnogorski glumac - 1966. – Stefan Edberg, bivši švedski tenisač - 1969. – Predrag Mijatović, bivši crnogorski nogometaš - 1972. – Elena Kaliská, slovačka kajakašica i kanuistica - 1980. – Jenson Button, britanski vozač Formule 1 - 1981. – Jelena Perčin, hrvatska glumica - 1982. -Jodie Sweetin, američka glumica - 1985. – Olga Kaniskina, ruska atletičarka - 1986. – Šime Fantela, hrvatski jedriličar - 1991. – Petra Martić, hrvatska tenisačica - 1992. – Mac Miller, američki reper († 2018.) - 1992. – Dora Krsnik, hrvatska rukometašica | - 639. – Dagobert I., franački kralj (* 603.) - 914. – García I. Leonski, leonski kralj (* o. 871.) - 1833. – Ferdinand Hérold, francuski skladatelj (* 1791.) - 1844. – Kalist Ambruš, gradišćanskohrvatski franjevac i vjerski pisac (* 1783.) - 1865. – Pierre Joseph Proudhon, francuski filozof (* 1809.) - 1936. – Đuro Prejac, hrvatski skladatelj, glumac i redatelj (* 1870.) - 1938. – Branislav Nušić, srpski književnik († 1864.) - 1975. – Thomas Hart Benton, američki slikar (* 1889.) - 2000. – Hedy Lamarr, američka filmska glumica (* 1914.) - 2000. – Bettino Craxi, talijanski političar (* 1934.) - 2006. – Wilson Pickett, američki pjevač (* 1941.) |

## Blagdani i spomendani
- Mario i Marta

## Imendani
- Mario
- Kanut
- Ljiljana
- Marta